# Mistrovství Evropy v zápasu řecko-římském 1977 – seznam účastníků
Seznam účastníků na mistrovství Evropy v zápasu řecko-římském za rok 1977.

## Východní blok
| země | papírová     | muší            | bantamová   | pérová      | lehká         | velterová     | střední      | polotěžká     | těžká           | supertěžká    | počet |
| ---- | ------------ | --------------- | ----------- | ----------- | ------------- | ------------- | ------------ | ------------- | --------------- | ------------- | ----- |
| BLR  | G. Georgiev  | ? Dončev        | A. Milev    | P. Rangelov | T. Žekov      | J. Šopov      | S. Christov  | S. Nikolov    | G. Rajkov       | N. Dinev      | 10    |
| MLR  | J. Sántha    | L. Rácz         | J. Doncsecs | L. Réczi    | K. Gaál       | M. Toma       | I. Nagy      | C. Hegedűs    | J. Farkas       | J. Rovnyai    | 10    |
| PLR  | W. Kuciński  | W. Małdachowski | C. Stanjek  | R. Świerad  | A. Supron     | S. Krzesiński | J. Dolgowicz | R. Wrocławski | A. Skrzydlewski | Z. Andrecki   | 10    |
| RSR  | C. Alexandru | N. Gângă        | M. Boţilă   | I. Păun     | Ș. Rusu       | G. Ciobotaru  | I. Draica    | P. Dicu       | I. Savin        | V. Dolipschi  | 10    |
| SSSR | A. Bozin     | K. Fatkulin     | F. Mustafin | N. Davidjan | S. Nalbandjan | V. Zemkov     | A. Nazarenko | A. Minasijani | N. Balbošin     | O. Kolčinskij | 10    |
| NDR  | D. Hinz      | —               | B. Drechsel | —           | H.-H. Wehling | K.-P. Göpfert | —            | H. Goetze     | F. Albrecht     | K.-D. Zindl   | 7     |
| ČSSR | —            | V. Kokoškov     | —           | J. Smékal   | —             | V. Mácha      | —            | —             | —               | V. Romanovský | 4     |
| SFRJ | —            | —               | P. Đurđević | —           | M. Đurović    | K. Kasap      | —            | D. Nišavić    | —               | —             | 4     |

## Západní a ostatní Evropa
| země      | země      | papírová   | muší              | bantamová     | pérová         | lehká          | velterová         | střední        | polotěžká    | těžká      | supertěžká   | počet |
| --------- | --------- | ---------- | ----------------- | ------------- | -------------- | -------------- | ----------------- | -------------- | ------------ | ---------- | ------------ | ----- |
| Turecko   | Turecko   | S. Bora    | S. Karadağ        | N. Köz        | H. Sancaklı    | E. Mutlu       | C. Taşkıran       | İ. Suzan       | A. Aslan     | İ. Kumaş   | K. Ege       | 10    |
| Švédsko   | Švédsko   | —          | K. Naavala        | B. Ljungbeck  | L. Malmkvist   | K. Karlsson    | L. Lundell        | L. Andersson   | F. Andersson | —          | —            | 7     |
| NSR       | NSR       | —          | —                 | R. Krauß      | T. Passarelli  | —              | —                 | K. Spaniol     | H.-G. Klein  | H. Schäfer | —            | 5     |
| Norsko    | Norsko    | —          | R. Sigde          | F. Holm       | J. Bjerke      | —              | L. Carlsen        | —              | —            | —          | E. Gundersen | 5     |
| Španělsko | Španělsko | V. Sánchez | —                 | J. M. López   | M. González*   | —              | —                 | J. Pereira*    | J. Blanco    | —          | —            | 5     |
| Řecko     | Řecko     | —          | —                 | B. Cholidis   | S. Myjakis     | J. Mavrojanis  | J. Konstandopulos | —              | J. Pozidis   | —          | —            | 5     |
| Finsko    | Finsko    | —          | —                 | P. Ukkola     | I. Seppälä     | M. Yli-Isotalo | M. Huhtala        | —              | —            | —          | —            | 4     |
| Francie   | Francie   | —          | J.-M. Schatteman* | —             | J.-P. Mercader | L. Lacaze      | —                 | A. Bouchoule*  | —            | —          | —            | 4     |
| Rakousko  | Rakousko  | —          | H. Nigsch         | D. Fröschl    | —              | K. Kathan      | —                 | F. Pitschmann  | —            | —          | —            | 4     |
| Dánsko    | Dánsko    | —          | —                 | —             | —              | H. Madsen      | T. Weirum         | —              | —            | —          | —            | 2     |
| Itálie    | Itálie    | —          | —                 | A. Caltabiano | D. Giuffrida   | —              | —                 | —              | —            | —          | —            | 2     |
| Švýcarsko | Švýcarsko | —          | —                 | —             | —              | H. Magistini*  | —                 | J. Martinetti* | —            | —          | —            | 2     |